# Вязьма (приток Днепра)
Вя́зьма — река в Смоленской области, левый приток Днепра.
Длина 147 км, площадь бассейна — 1350 км². Река берёт начало в 20 км к северу от города Вязьмы. Высота истока — 255. Высота устья — 186. Высота падения — 69 м. Правые притоки — Четверговка, Мутенка, Бебря, Каменка, Сарогощ, Боровка, Быстрень, Лужня, Городенка. Левые притоки — Болдань, Улица, Мощенка, Рехта, Новосёлка, Китайка, Фефаловка.
В старину Вязьма составляла часть пути, связывавшего при помощи волоков верховья бассейнов Волги, Оки и Днепра. На реке расположен город Вязьма.

## Происхождение названия
Согласно Максу Фасмеру, название реки происходит от вя́зкий, то есть «река Вязьма» — «илистая река». Фасмер отрицал предложенную Добровольским финскую этимологию от этнонима Vepsä, весь, потому что эта народность никогда не проживала на Смоленщине.